# Phytocoris arizonensis
Phytocoris arizonensis är en insektsart som beskrevs av Stonedahl 1988. Phytocoris arizonensis ingår i släktet Phytocoris och familjen ängsskinnbaggar. Inga underarter finns listade i Catalogue of Life.